# Harro Kiendl

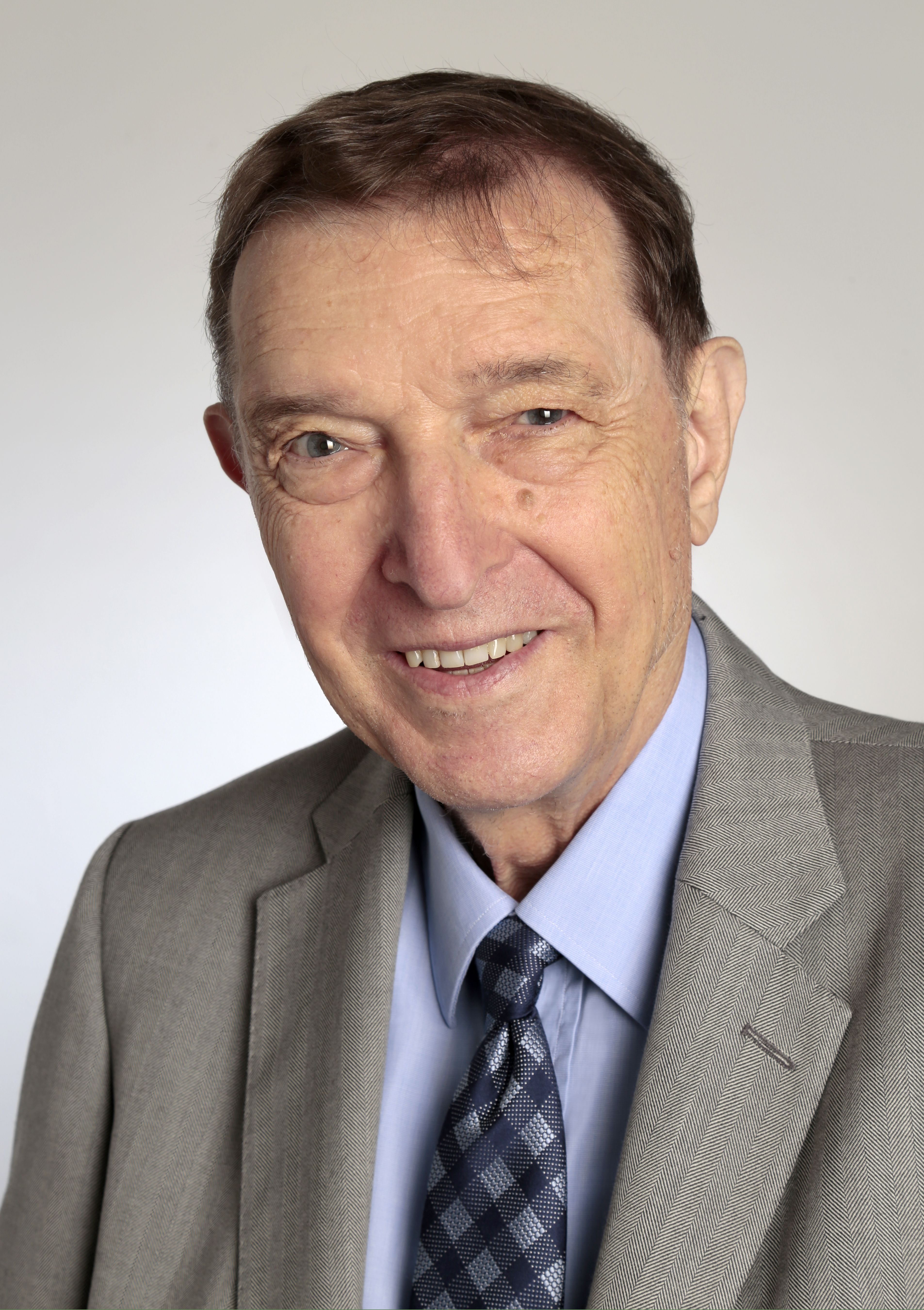
Harro Kiendl

Harro Kiendl (* 22. Juli 1936 in Hamburg) ist ein deutscher Natur- und Ingenieurwissenschaftler. Der emeritierte Professor für Steuerungs- und Regelungstechnik der Universität Dortmund ist einer der Pioniere auf dem Gebiet der Fuzzy-Control, dessen systemische Entwicklung in den 1980er Jahren begann.

## Familie
Harro Kiendl ist der Sohn eines Oberstudiendirektors und einer Lehrerin. Im Jahr 1968 heiratete Kiendl. Aus der Ehe ging ein Sohn hervor.

## Studium und Karriere
Harro Kiendl machte 1955 sein Abitur in Hamburg am Gymnasium Oberalster. Er studierte 1955 bis 1962 an der Universität Hamburg Mathematik, Physik, Philosophie und Pädagogik, unter anderem bei Emil Artin, Pascual Jordan und Carl Friedrich von Weizsäcker. Zudem besuchte er Vorlesungen in Biologie. Bereits während des Studiums arbeitete er als Koautor für den Algebraiker Emil Artin zwei seiner Vorlesungen als Skripte aus, die auch Studierende anderer Hochschulen jahrelang nachfragten. Ferner unterbrach Kiendl 1958 das Studium sechs Monate lang für ein Industriepraktikum bei der Deutschen Shell AG.
Im Jahr 1959 absolvierte er die Vorprüfung in Philosophie und Pädagogik und 1962 die wissenschaftliche Prüfung in Physik und Mathematik für das höhere Lehramt an Gymnasien. Die zugehörige experimentelle Staatsexamensarbeit machte er am Institut für Angewandte Physik der Universität Hamburg bei Heinz Raether, wo er anschließend auch promovierte. An diesem experimentell ausgerichteten Institut nutzte Kiendl erstmals einen Computer, um Messdaten zu analysieren: Mit seiner rechnergestützten Methode ließ sich der Einfluss möglicher Ungenauigkeiten in der Justierung der Messgeräte kompensieren.
Nach der Promotion in Physik 1966 übernahm Kiendl am Pädagogischen Zentrum Berlin unter dem Erziehungswissenschaftler Carl-Ludwig Furck die Leitung des dort neu eingerichteten Sonderprojektes Kybernetische Modelle und Systemanalyse. Im gleichen Jahr lernte Kiendl den Regelungstechniker Gerd Schneider kennen und kam über ihn in näheren Kontakt zu dem Fach, das seinen weiteren Berufsweg bestimmen sollte. Gefördert durch ein Habilitandenstipendium der Deutschen Forschungsgemeinschaft (DFG) kam Kiendl 1968 an Schneiders Lehrstuhl zunächst an der Technischen Universität Berlin und dann an der Ruhr-Universität in Bochum, wo er sich 1971 habilitierte. Zwei Jahre später wurde er zum ordentlichen Professor auf den Lehrstuhl für Elektrische Steuerung und Regelung in der Fakultät für Elektrotechnik an der Universität Dortmund berufen (heute Lehrstuhl für Regelungssystemtechnik in der Fakultät für Elektrotechnik und Informationstechnik, Technische Universität Dortmund). Im Jahr 1990, erhielt Kiendl einen Ruf an die Technische Universität Hamburg-Harburg. Stattdessen nahm er aber das Bleibeangebot des Landes Nordrhein-Westfalen an. Im Jahr 2001 wurde er emeritiert.

## Wirken in der Wissenschaft
Ein Schwerpunkt von Kiendls Arbeiten lag auf der Regelung von Prozessen, die sich durch ein mathematisches Modell beschreiben lassen. Er führte nichtlineare Regler mit abschnittweise linearer Struktur ein und entwickelte Methoden, globale Systemeigenschaften wie Stabilität und Robustheit nachzuweisen. Seine Methode der konvexen Zerlegung etwa erbringt in Fällen, für die es keine rein analytischen Nachweisverfahren gibt, solche Nachweise – rechnergestützt und ebenso global wie sonst nur von rein analytischen Verfahren bekannt. Beispielsweise lässt sich damit zeigen, dass alle Störauslenkungen eines nichtlinearen Regelungssystems, die innerhalb bekannter Grenzen irgendwo im Zustandsraum liegen, ausgeregelt werden. Außerdem dient die Methode dazu, für ein lineares System nachzuweisen, dass es für beliebige Werte der Systemparameter im Rahmen bekannter Unsicherheitsgrenzen stabil ist. In beiden Fällen klärt die Methode rechnergestützt ein ganzes Kontinuum von Möglichkeiten lückenlos ab – mit punktuellen Simulationen ist dies prinzipiell unmöglich.
Der zweite Schwerpunkt von Kiendls Arbeit bezieht sich auf Prozesse, für die sich kein mathematisches Modell aufstellen lässt. Um diese dennoch steuern zu können, wurde ab den 1980er Jahren – auf der Basis der von Lotfi A. Zadeh erfundenen zunächst umstrittenen Fuzzy-Logik – die neue Disziplin Fuzzy Control systematisch entwickelt. Kiendl hat hierzu maßgeblich beigetragen. Er hatte erkannt, dass damalige Fuzzy-Systeme nur positive (empfehlende), aber keine negativen (warnenden) Regeln verarbeiten konnten. Diesen Mangel behob Kiendl durch das patentierte zweisträngige Fuzzy-System mit Hyperinferenz und Hyperdefuzzifizierung.
Ferner entwickelte er das sogenannte ROSA-Verfahren, das eine datenbasierte Modellierung mit positiven und negativen Regeln erlaubt. Auch Kiendls patentierte Verfahren des Inferenzfilter, der Drehmomentmethode und der impliziten Modellierung erweiterten das Potenzial von Fuzzy Control. Weiterhin entwickelte Kiendl Verfahren zum Nachweis der Stabilität von Fuzzy-Systemen.
Anlässlich seines 60. Geburtstags widmeten Mitarbeiter und industrielle Kooperationspartner Kiendl fünf Aufsätze in der Fachzeitschrift at-Automatisierungstechnik über von ihm initiierte Arbeiten. Auch Volker Krebs würdigte ihn dort mit einem Beitrag. Ein Jahr später legte Kiendl dann sein Lehrbuch Fuzzy Control methodenorientiert vor. Darin führt er zunächst in das Themengebiet ein und stellt auf dieser Basis den Zusammenhang zu seinen neuen Methoden dar.
Um die sich ergänzenden Methoden von Fuzzy Control, der künstlichen Neuronalen Netze und der evolutionären Algorithmen (KNN und EA) übergreifend weiterzuentwickeln, wurde 1997 an der Universität Dortmund der fakultätsübergreifende Sonderforschungsbereich SFB 531 Computational Intelligence (CI) eingerichtet. Harro Kiendl war Gründungsmitglied und hat bis 2002 mit zwei Teilprojekten und einem anschließenden Transferprojekt beigetragen. In seinem letzten Aufsatz geht Kiendl auf die Weiterentwicklung der CI ein und entwirft mögliche Zukunftsperspektiven – und sieht dabei auch Anwendungsmöglichkeiten der CI in Bereichen, die vielfach noch als ausschließliche Domänen menschlicher Fähigkeiten gelten.

## Wirken in der Industrie
In Kooperation mit der Friedrich Grohe Armaturenfabrik GmbH & Co in Hemer hat Harro Kiendl die Produktentwicklung durch sieben Patente wesentlich mitgestaltet. Aus der Zusammenarbeit mit der Dortmunder VEW Energie AG sind patentierte effizientere Konzepte zur Führung von Kraftwerken hervorgegangen. Kiendl kooperierte viele Jahre – daraus sind ebenfalls Publikationen hervorgegangen – mit der Ruhrgas AG in Essen und der Robert Bosch GmbH in Stuttgart.
Als das Ministerium für Wirtschaft, Mittelstand und Technologie des Landes Nordrhein-Westfalen die Fuzzy-Initiative NRW ins Leben rief, war Harro Kiendl Gründungsmitglied. Als Mitglied in deren Vorstand hat er am Transfer der Fuzzy-Technologie in Unternehmen des Landes Nordrhein-Westfalen jahrelang mitgewirkt.
In den Jahren 1991 bis 1999 leitete Kiendl den Fachausschuss 5.22 Fuzzy Control der VDI/VDE-Gesellschaft Mess- und Automatisierungstechnik (GMA) und organisierte jährliche Workshops für Teilnehmer aus Forschungsinstituten und der Industrie.

## Aufsätze (Auswahl)
- Harro Kiendl: Eine suboptimale Regelstrategie auf der Basis des Theorems von Cayley-Hamilton zur Synthese von Abtastsystemen mit beschränkter Stellgröße. In: Regelungstechnik, 28, 1980, ISSN 0340-434X, S. 250–258.
- Harro Kiendl: Calculation of the Maximum Absolute Values of Dynamical Variables in Linear Control Systems. In: IEEE Transactions on Automatic Control, 27, 1982, ISSN 0018-9286, S. 86–89.
- Harro Kiendl: Totale Stabilität von linearen Regelungssystemen bei ungenau bekannten Parametern der Regelstrecke. In: Automatisierungstechnik at, 33 (12), 1985, ISSN 0340-434X, S. 379–386.
- Harro Kiendl: Das Konzept der invarianten Ordnungsreduktion. In: Automatisierungstechnik at, 34, 1986, ISSN 0340-434X, S. 465–473.
- Harro Kiendl: Robustheitsanalyse von Regelungssystemen mit der Methode der konvexen Zerlegung. In: Automatisierungstechnik at, 35, 1987, ISSN 0340-434X, S. 192–202.
- Harro Kiendl, Klemens Post: Invariante Ordnungsreduktion mittels transparenter Parametrierung. In: Automatisierungstechnik at, 36, 1988, ISSN 0178-2312, S. 92–101.
- Harro Kiendl, Roland Wibbeke: Das Kammermodell als Instrument zur Analyse der Regelbarkeit von Mischwasserbereitungseinrichtungen. In: Automatisierungstechnik at, 37, ISSN 0178-2312, 1989, S. 326–335.
- Harro Kiendl, Michael Krabs: Ein Verfahren zur Generierung regelbasierter Modelle für dynamische Systeme. In: Automatisierungstechnik at, 37, 1989, ISSN 0178-2312, S. 423–430.
- Harro Kiendl, Martin Fritsch: Erweiterter Anwendungsbereich des Konzeptes der invarianten Ordnungsreduktion. In: Automatisierungstechnik at, 37, 1989, ISSN 0178-2312, S. 448–455.
- Harro Kiendl, Michael Krabs: Design of a Rule-Based Controller for the Inverted Pendulum. In: Dieter Franke, F. Kraus (Hrsg.): Design Methods of Control Systems. Selected Papers from the IFAC Symposium Zürich 1991. Pergamon Press, Oxford 1992, S. 503–506.
- Harro Kiendl, Thomas Scheel: Integral Ljapunov Functions Based on Incomplete State Feedback. In: Dieter Franke, F. Kraus (Hrsg.): Design Methods of Control Systems. Selected Papers from the First IFAC Symposium Zürich 1991. Pergamon Press, Oxford 1992, S. 311–315.
- Harro Kiendl, Jürgen Adamy, Peter Stelzner: Vector Norms as Ljapunov Functions for Linear Systems. In: IEEE Transactions on Automatic Control, 37, 1992, S. 839–842.
- Harro Kiendl, Martin Seidel, Ralf Koritzius, Michael Werk: Invariante Ordnungsreduktion zeitdiskreter linearer Systeme. In: Automatisierungstechnik at, 40, ISSN 0178-2312, 1992, S. 7–14.
- Harro Kiendl, Johannes-Jörg Rüger: The Design of Nonlinear Controllers and Proof of Stability Using Facet Functions. In: Nieuvenhuis, Praagman, Trentelman (Hrsg.): Proceedings of the second European Control Conference ECC’93 in Groningen, 1993, S. 1459–1465.
- Harro Kiendl: Fuzzy Control – ein vielversprechender neuer Zweig der Regelungstechnik. In: Automatisierungstechnische Praxis atp, 35, 1993, S. 269–270.
- Harro Kiendl, Johannes Jörg Rüger: Verfahren zum Entwurf und Stabilitätsnachweis von Regelungssystemen mit Fuzzy-Reglern. Automatisierungstechnik 41, 1993, S. 138–144.
- Harro Kiendl, Michael Krabs, Thomas Scheel: Fuzzy Control in Germany: A Survey. In: Proceedings of Third IEEE International Conference on Fuzzy Systems, 1994, S. 716–720.
- Harro Kiendl, Johannes Jörg Rüger: Stability Analysis of Fuzzy Control Systems Using Facet Functions. In: Fuzzy Sets and Systems, 70, 1995, 0165- 0114, S. 275–285.
- Harro Kiendl, Rainer Knicker, Frank Niewels: Two-way fuzzy controllers based on hyperinference und inference filter. In: Proceedings 2nd World Automation Congress (WAC 96), TSI Press, Montpellier 1996, S. 387–394.
- Harro Kiendl. Non-translation invariant defuzzification. In: Proceedings of the Sixth IEEE International Conference on Fuzzy Systems (FUZZ IEEE ’97) in Barcelona, IEEE Press, Piscataway, NY 1997, S. 737–742.
- Harro Kiendl: Self-organising adaptive moment-based clustering. In: J. Keller, H. Zimmermann, T. Fukuda (Hrsg.): Proceedings of the Seventh IEEE International Conference on Fuzzy Systems (FUZZ-IEEE ’98), Anchorage, AK, Bd. 2, IEEE Press, Piscataway, NJ. 1998, S. 1470–1475.